# Hexagrammos agrammus
Hexagrammos agrammus — вид скорпеноподібних риб родини терпугові (Hexagrammidae).
Hexagrammos agrammus відрізняється від інших терпугів наявністю тільки однієї бічної лінії. На голові дві пари мочок. Довжина риби до 29 см забарвлення жовто-буре з неправильним малюнком з темно-бурих плям. Зустрічається біля берегів Японії, Кореї й Північного Китаю.